# Endemofilie
Met endemofilie (Engels: endemophilia) bedoelt men de liefde alsmede het discrete verbondenheidsgevoel aangaande de (fysische en sociale) regionale karakteristieken die iemand het gevoel van 'thuiszijn' geven in een bepaald gebied. Meestal heeft het begrip betrekking op gebieden waar iemand is opgegroeid of (langere tijd) heeft gewoond. Het begrip wordt vooral gebruikt in de milieufilosofie en -psychologie.

## Herkomst
De term betreft een neologisme dat werd geïntroduceerd door de Australische milieufilosoof Glenn Albrecht. Het woord werd afgeleid van het Oudgriekse éndēmos (ruwweg vertaalbaar als 'onder de mensen', 'thuis' of 'inheems') en philía (liefde of vriendschap).